# Carex cyprica
Carex cyprica là một loài thực vật có hoa trong họ Cói. Loài này được A.M.Molina, Acedo & Llamas mô tả khoa học đầu tiên năm 2008.